# Euphorbia melanocarpa
Euphorbia melanocarpa är en törelväxtart som beskrevs av Pierre Edmond Boissier. Euphorbia melanocarpa ingår i släktet törlar, och familjen törelväxter. IUCN kategoriserar arten globalt som sårbar. Inga underarter finns listade i Catalogue of Life.